# جيمس إيفانز (سياسي)
جيمس إيفانز (بالإنجليزية: James Evans)‏ هو سياسي أمريكي، ولد في 13 أكتوبر 1950 في الولايات المتحدة. حزبياً، نشط في الحزب الديمقراطي. وقد انتخب عضو مجلس نواب مسيسيبي.